# Andreas Göthel
Andreas Göthel (* 1958) ist ein ehemaliger deutscher Biathlet.
Andreas Göthel startete für Dynamo Zinnwald. Er kam 1982 bei den Biathlon-Weltmeisterschaften in Minsk sowohl im Einzel als auch im Sprint zum Einsatz und wurde Achter sowie Zwölfter. Dennoch wurde er nicht in die siegreiche Staffel der DDR berufen. Bei den DDR-Meisterschaften gewann er 1979 erstmals eine Bronzemedaille im Einzel, 1980 mit der Staffel. 1981 konnte er sowohl im Einzel wie auch mit der Staffel von Dynamo Zinnwald Silber gewinnen. Es folgte 1982 in Zinnwald erneut Staffel-Bronze. Seinen einzigen Titel gewann er im Staffelrennen 1983, zudem wurde er Dritter über 20 Kilometer.
Im Januar 1982 gewann er in Antholz ein Weltcup-Einzelrennen.